# 陈家刚
陈家刚（1969年11月—），男，汉族，河南固始县人。研究员，政治学博士，中共中央编译局办公厅科研处处长。

## 生平
1990年7月毕业于河南信阳师范学院政治教育系。1997年7月获得厦门大学政治学与行政管理系法学硕士。2002年7月获得中国人民大学国际关系学院法学博士。1990年至1994年任职于河南省固始县柳树中学，1997年至1999年任职于河南省人才交流中心。2002年至2003年任职于中央编译局当代所。2003年至2004年任职于甘肃省嘉峪关市文化广播电视局。2004年起任职于中央编译局当代所、科研处。

## 著作
1、《地方立法听证与治理改革》（联合主编），中央编译出版社，2004年4月
2、《协商民主》（主编），上海三联出版社，2004年7月
3、《全球化与新制度主义》（主编），社会科学文献出版社，2004年9月
4、“协商民主译丛（4本）”：中央编译出版社2005年12月
5、《政治的终结》（译著），中国社科文献出版社，2001年12月
6、《全球大变革》（合译），中国社科文献出版社，2000年

## 论文
1、《协商民主引论》
2、《协商民主是不是民主的一种形式》
3、《协商民主:概念、要素与价值》
4、《生态文明与协商民主》
5、《生态文明的政治选择》
6、《人大监督的制度与实践》
7、《全球化与社会主义的命运》
8、《全球化时代的新制度主义》
9、《全球化及其政治向度》
10、《九十年代后期陈独秀研究述评》
11、《陈独秀对实现民主路径的探索》
12、《风险社会与协商民主》
13、《发挥好协商民主的“对话”作用》
14、《当代西方协商民主理论》
15、《从协商民主看政治协商》
16、《程序民主的实践》
17、《参与式预算的国际经验》
18、《民主政治建设要有新突破》
19、《在学习和实践中推进党内民主》
20、《协商民主研究在东西方的兴起与发展》
21、《参与式预算的理论与实践》
22、《协商民主中的协商、共识与合法性》
23、《政府创新与民主 一个分析框架》
24、《预算监督 人大监督的程序与实质》
25、《以制度创新推动地方治理转型》
26、《协商民主与政治协商》
27、《协商民主与当代中国的政治发展》
28、《协商民主概念的提出及其多元认知》
29、《协商民主 构建和谐社会的治理机制》
30、《实现生态文明需要生态治理》
31、《生态文明与社会公正》
32、《规范地方政府公共支出的制度创新》
33、《协商民主的价值、挑战与前景》